# 科萬哲拉爾

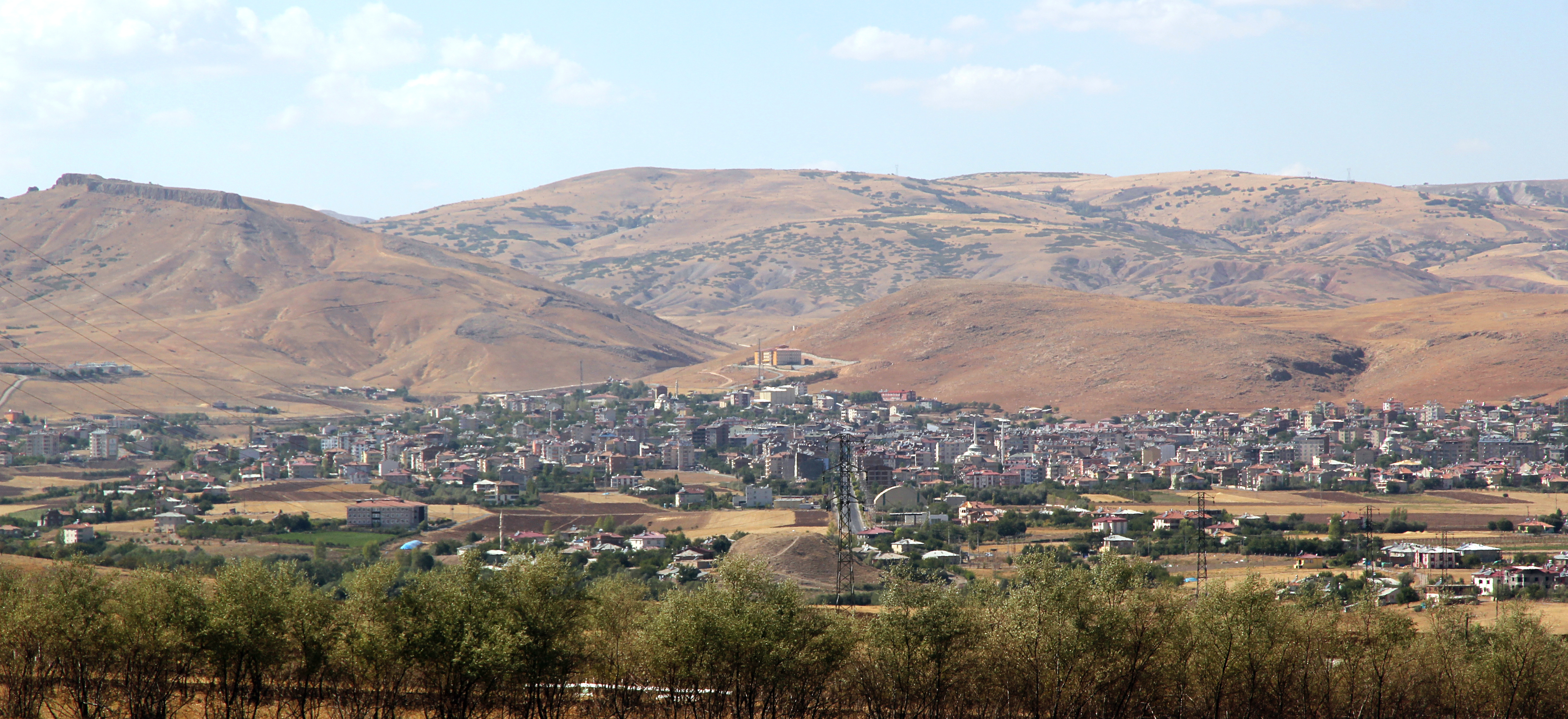
科万哲拉尔

科萬哲拉爾（土耳其語：Kovancılar）是土耳其埃拉泽省的城鎮，位於該國東部，始建於1935年，面積962平方公里，主要經濟活動是農業和畜牧業，2008年人口19,411，人口密度為每平方公里39人。